# 安定交流道
安定交流道為臺灣國道1號的交流道，位於臺灣臺南市安定區，指標為311k，為臺南科學園區重要門戶。連接市道178號，往東可達善化區；往西可連結安定市區與臺19線。
|              | 311 安定 | 南下 |           | 善化 安定 |
| 樹谷園區     | 311 安定 | 南下 |           |           |
| 台南科學園區 | 311 安定 | 南下 |           |           |
| 北上         | 311 安定 |      | 安定 善化 |           |

## 鄰近公路
- 市道178號
- 南132線

## 外部連結
- 國道一號安定交流道示意圖 （页面存档备份，存于）（交通部高速公路局）